# Chanteloup (Deux-Sèvres)
Pour les articles homonymes, voir Chanteloup.
Chanteloup est une commune du Centre-Ouest de la France située dans le département des Deux-Sèvres, en région Nouvelle-Aquitaine. La commune de Chanteloup appartient au canton de Moncoutant et à l'arrondissement de Parthenay.

## Géographie
La commune est située dans le nord-ouest du département à mi-chemin de Bressuire et de Moncoutant. La superficie est de 20,7 km2. Elle se situe géographiquement à une altitude de 221 mètres environ. Commune située entre Bocage et Gâtine, dont le bourg rénové met en valeur l'église datant du XVe siècle, Chanteloup est riche d'un patrimoine important : château d'Etrie construit début XIXe siècle. Anciennes seigneuries : la fenêtre et sa chapelle Saint-André. Lavaud et la Timarière, manoirs avec des grosses tours de granit.

### Communes limitrophes
Moncoutant-sur-Sèvre, Bressuire, Courlay, Boismé, La Chapelle-Saint-Laurent.

### Climat
Pour des articles plus généraux, voir Climat de la Nouvelle-Aquitaine et Climat des Deux-Sèvres.
Historiquement, la commune est exposée à un climat océanique du nord-ouest.
En 2020, Météo-France publie une typologie des climats de la France métropolitaine dans laquelle la commune est exposée à un climat océanique et est dans une zone de transition entre les régions climatiques « Moyenne vallée de la Loire » et « Poitou-Charentes »0.
Pour la période 1971-2000, la température annuelle moyenne est de 11,1 °C, avec une amplitude thermique annuelle de 14,5 °C. Le cumul annuel moyen de précipitations est de 984 mm, avec 13,3 jours de précipitations en janvier et 7,4 jours en juillet. Pour la période 1991-2020, la température moyenne annuelle observée sur la station météorologique la plus proche, située sur la commune de Bressuire à 9 km à vol d'oiseau, est de 12,0 °C et le cumul annuel moyen de précipitations est de 852,2 mm,. Pour l'avenir, les paramètres climatiques de la commune estimés pour 2050 selon différents scénarios d’émission de gaz à effet de serre sont consultables sur un site dédié publié par Météo-France en novembre 2022.

## Urbanisme

### Typologie
Au 1er janvier 2024, Chanteloup est catégorisée commune rurale à habitat dispersé, selon la nouvelle grille communale de densité à sept niveaux définie par l'Insee en 2022.
Elle est située hors unité urbaine. Par ailleurs la commune fait partie de l'aire d'attraction de Bressuire, dont elle est une commune de la couronne,. Cette aire, qui regroupe 19 communes, est catégorisée dans les aires de moins de 50 000 habitants,.

### Occupation des sols
L'occupation des sols de la commune, telle qu'elle ressort de la base de données européenne d’occupation biophysique des sols Corine Land Cover (CLC), est marquée par l'importance des territoires agricoles (98,5 % en 2018), une proportion sensiblement équivalente à celle de 1990 (98,8 %). La répartition détaillée en 2018 est la suivante :
terres arables (45,9 %), zones agricoles hétérogènes (37,8 %), prairies (14,8 %), zones urbanisées (1,5 %). L'évolution de l’occupation des sols de la commune et de ses infrastructures peut être observée sur les différentes représentations cartographiques du territoire : la carte de Cassini (XVIIIe siècle), la carte d'état-major (1820-1866) et les cartes ou photos aériennes de l'IGN pour la période actuelle (1950 à aujourd'hui).

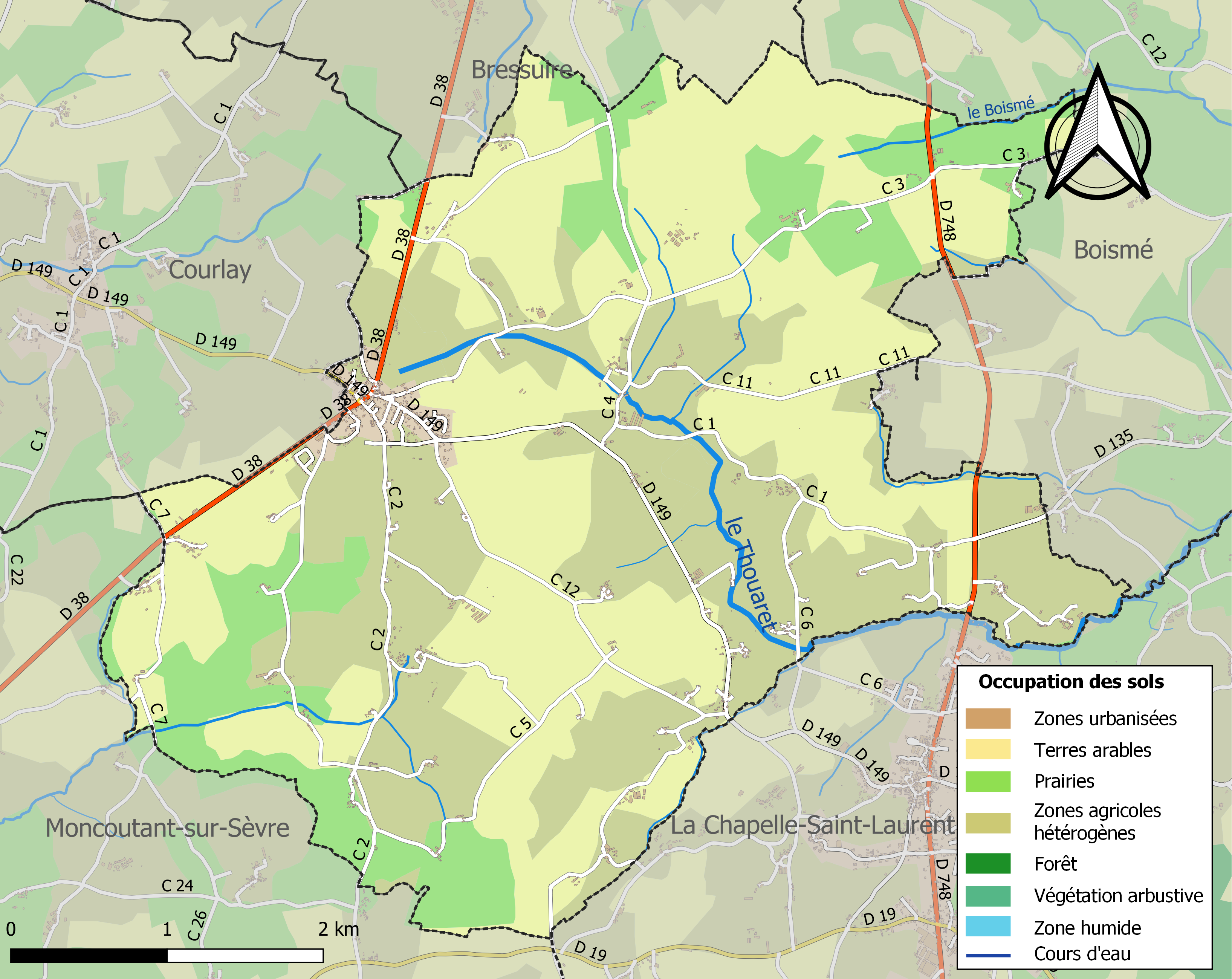
Carte des infrastructures et de l'occupation des sols de la commune en 2018 (CLC).

### Risques majeurs
Le territoire de la commune de Chanteloup est vulnérable à différents aléas naturels : météorologiques (tempête, orage, neige, grand froid, canicule ou sécheresse), inondations, mouvements de terrains et séisme (sismicité modérée). Il est également exposé à un risque technologique, le transport de matières dangereuses, et à un risque particulier : le risque de radon. Un site publié par le BRGM permet d'évaluer simplement et rapidement les risques d'un bien localisé soit par son adresse soit par le numéro de sa parcelle.

#### Risques naturels
Certaines parties du territoire communal sont susceptibles d’être affectées par le risque d’inondation par débordement de cours d'eau, notamment le Thouaret. La commune a été reconnue en état de catastrophe naturelle au titre des dommages causés par les inondations et coulées de boue survenues en 1982, 1983, 1999 et 2010,.

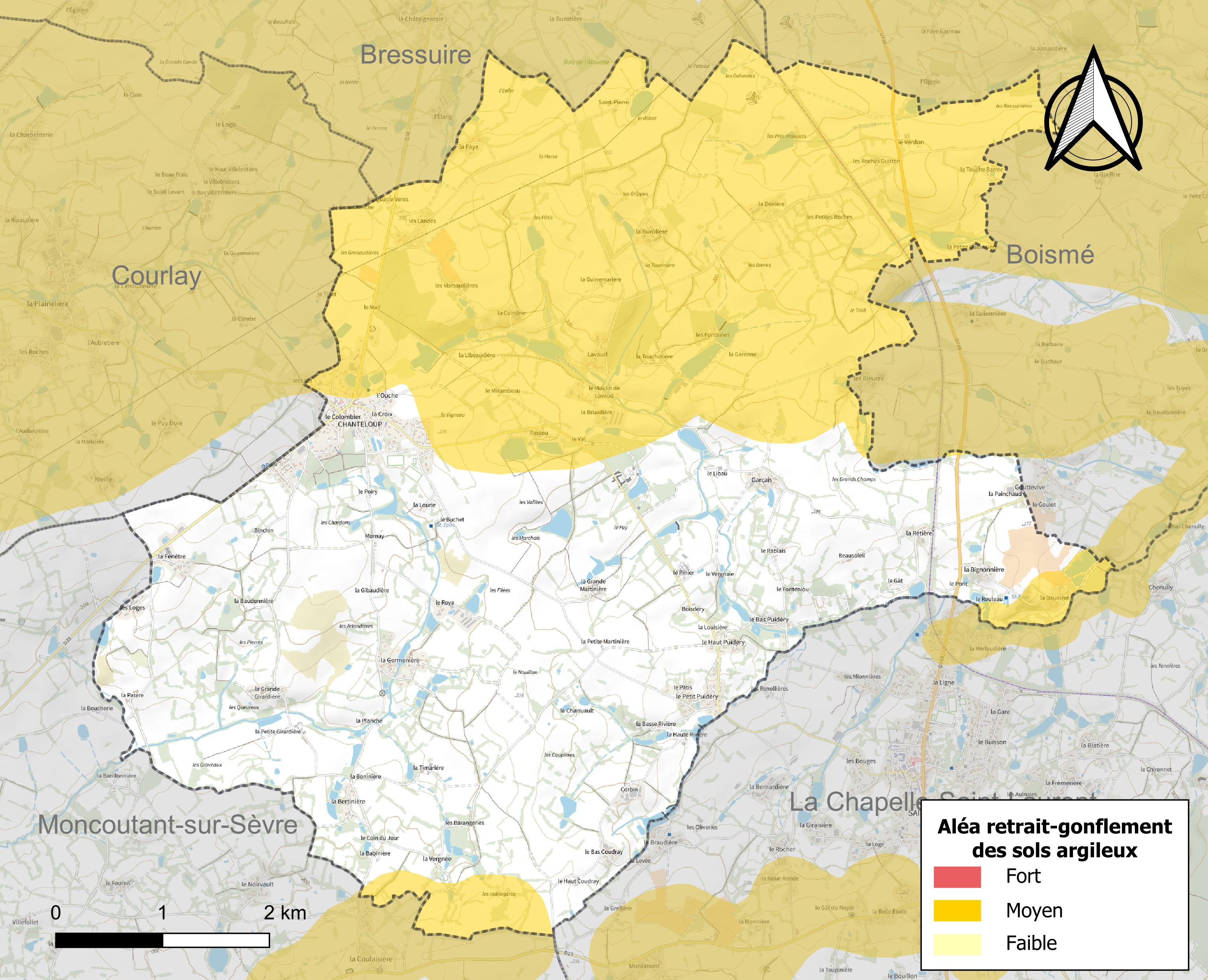
Carte des zones d'aléa retrait-gonflement des sols argileux de Chanteloup.

Les mouvements de terrains susceptibles de se produire sur la commune sont des tassements différentiels. Le retrait-gonflement des sols argileux est susceptible d'engendrer des dommages importants aux bâtiments en cas d’alternance de périodes de sécheresse et de pluie. 43,5 % de la superficie communale est en aléa moyen ou fort (54,9 % au niveau départemental et 48,5 % au niveau national). Depuis le 1er octobre 2020, en application de la loi ELAN, différentes contraintes s'imposent aux vendeurs, maîtres d'ouvrages ou constructeurs de biens situés dans une zone classée en aléa moyen ou fort,.
La commune a été reconnue en état de catastrophe naturelle au titre des dommages causés par des mouvements de terrain en 1999 et 2010.

#### Risque particulier
Dans plusieurs parties du territoire national, le radon, accumulé dans certains logements ou autres locaux, peut constituer une source significative d’exposition de la population aux rayonnements ionisants. Selon la classification de 2018, la commune de Chanteloup est classée en zone 3, à savoir zone à potentiel radon significatif.

## Politique et administration
| Période                                  | Période    | Identité              | Étiquette | Qualité            |
| ---------------------------------------- | ---------- | --------------------- | --------- | ------------------ |
| Les données manquantes sont à compléter. |            |                       |           |                    |
| 20.05.1824                               | 01.08.1852 | Charles Morin         |           |                    |
| 01.08.1852                               | 06.09.1870 | Jacques Marilleau     |           |                    |
| 06.09.1870                               | 02.04.1882 | Alfred Jouvenelle     |           |                    |
| 02.04.1882                               | 15.12.1918 | X De La Rochebrochard |           |                    |
| 15.12.1918                               | 10.12.1919 | Célestin Grellier     |           |                    |
| 10.12.1919                               | 05.04.1962 | Alfred Tricot         | SE        | Conseiller général |
| 07.05.1962                               | 17.06.1995 | Louis Tricot          | SE        |                    |
| 17.06.1995                               | 22.03.2008 | Dominique Tricot      | SE        |                    |
| 22.03.2008                               | 28.03.2014 | Dominique Bironneau   | SE        |                    |
| 28.03.2014                               |            | Dominique Tricot      | SE        |                    |

## Population et société

### Démographie
À partir du XXIe siècle, les recensements réels des communes de moins de 10 000 habitants ont lieu tous les cinq ans. Pour Chanteloup, cela correspond à 2006, 2011, 2016, etc. Les autres dates de « recensements » (2009, etc.) sont des estimations légales.Les Chanteloupais étaient 982 au recensement de 2006, et 994 à celui de 2011.
| 1793 | 1800 | 1806 | 1821 | 1831 | 1836  | 1841 | 1846  | 1851  |
| ---- | ---- | ---- | ---- | ---- | ----- | ---- | ----- | ----- |
| 953  | 906  | 975  | 712  | 792  | 1 010 | 991  | 1 052 | 1 069 |

| 1856  | 1861  | 1866  | 1872  | 1876  | 1881  | 1886  | 1891  | 1896  |
| ----- | ----- | ----- | ----- | ----- | ----- | ----- | ----- | ----- |
| 1 167 | 1 207 | 1 260 | 1 223 | 1 252 | 1 540 | 1 366 | 1 383 | 1 347 |

| 1901  | 1906  | 1911  | 1921  | 1926  | 1931  | 1936  | 1946 | 1954 |
| ----- | ----- | ----- | ----- | ----- | ----- | ----- | ---- | ---- |
| 1 358 | 1 368 | 1 303 | 1 168 | 1 117 | 1 078 | 1 042 | 996  | 908  |

| 1962 | 1968 | 1975 | 1982 | 1990 | 1999 | 2006 | 2011 | 2016  |
| ---- | ---- | ---- | ---- | ---- | ---- | ---- | ---- | ----- |
| 944  | 868  | 815  | 853  | 910  | 898  | 964  | 994  | 1 009 |

| 2021 | 2022 | - | - | - | - | - | - | - |
| ---- | ---- | - | - | - | - | - | - | - |
| 992  | 982  | - | - | - | - | - | - | - |

## Culture locale et patrimoine

### Lieux et monuments
- Église Saint-Léger de Chanteloup.

La seigneurie d'Etrie fut durant le Moyen Âge la propriété de la famille Béry. À la fin du XVe siècle, les Gentet leur succédèrent. Son dernier représentant, Jacques René, dut s'enfuir en Irlande vers 1720 pour échapper à la justice royale. Deux ans plus tard, à son retour, il fut assassiné par le domestique de son neveu Jacques Henri d'Arcemalle, près du village du Corbin. Ce dernier ne put profiter de son forfait puisque, par décret de l'hôtel des requêtes à Paris, Etrie fut confisqué et adjugé en 1747 à François-Xavier Brochard d'Auzay pour la somme de 35 500 livres. Le château, complètement ruiné, fut alors reconstruit par son fils François-Xavier-Joseph. Une description de 1790 le dépeint comme un bâtiment rectangulaire entouré par les anciennes douves, flanqué de deux tours aux extrémités. En octobre 1793, alors que le propriétaire et sa famille étaient emprisonnés, le château d'Etrie fut incendié par les soldats du général républicain Desmarres. Sa reconstruction dans le style classique fut entreprise du début du XIXe siècle et se termina en 1812.
Il s'agit d'un bâtiment simple, à un étage et un grenier, précédé d'un haut perron ; la façade est ornée d'un fronton triangulaire où sont sculptées les armoiries de la famille de la Rochebrochard. Au cours du XIXe siècle, on accola sur l'aile gauche du château une tour rectangulaire et, en compensation, on planta de l'autre côté du bâtiment des cèdres aujourd'hui disparus. À quelques mètres de là, se dresse une chapelle néogothique construite en 1852.

### Personnalités liées à la commune
- Maurice Clochard (1909-1994), coureur cycliste, y est né.
- Jacques-Louis Maupillier (1777-1857), combattant de la guerre de Vendée, y est né.